# Pseudocyphellaria anomala
Pseudocyphellaria anomala är en lavart som beskrevs av Brodo & Ahti. Pseudocyphellaria anomala ingår i släktet Pseudocyphellaria och familjen Lobariaceae.   Inga underarter finns listade i Catalogue of Life.